# 彼得堡 (阿拉斯加州)
彼得堡（英語：Petersburg）是美国阿拉斯加州彼得堡自治市鎮的行政中心，位於米特科夫島北部。
根据2000年美国人口普查，共有3,224人，其中白人占81.64%、原住民占7.2%、亚裔美国人占2.76%。